# ويليام سيمونز
ويليام سيمونز هو سياسي كندي، ولد في 28 فبراير 1865، وتوفي في 26 أغسطس 1956. حزبياً، نشط في الحزب الليبرالي الكندي. وقد انتخب عضو الجمعية التشريعية ألبرتا.